# U-277 (tàu ngầm Đức)
U-277 là một tàu ngầm tấn công  Lớp Type VII thuộc phân lớp Type VIIC được Hải quân Đức Quốc Xã chế tạo trong Chiến tranh Thế giới thứ hai. Nhập biên chế năm 1942, nó đã thực hiện được sáu chuyến tuần tra nhưng không đánh chìm được mục tiêu nào. Trong chuyến tuần tra cuối cùng trong biển Bắc Cực, U-277 bị một máy bay Fairey Swordfish xuất phát từ tàu sân bay hộ tống HMS Fencer thả mìn sâu đánh chìm vào ngày 1 tháng 5, 1944.

## Thiết kế và chế tạo

### Thiết kế

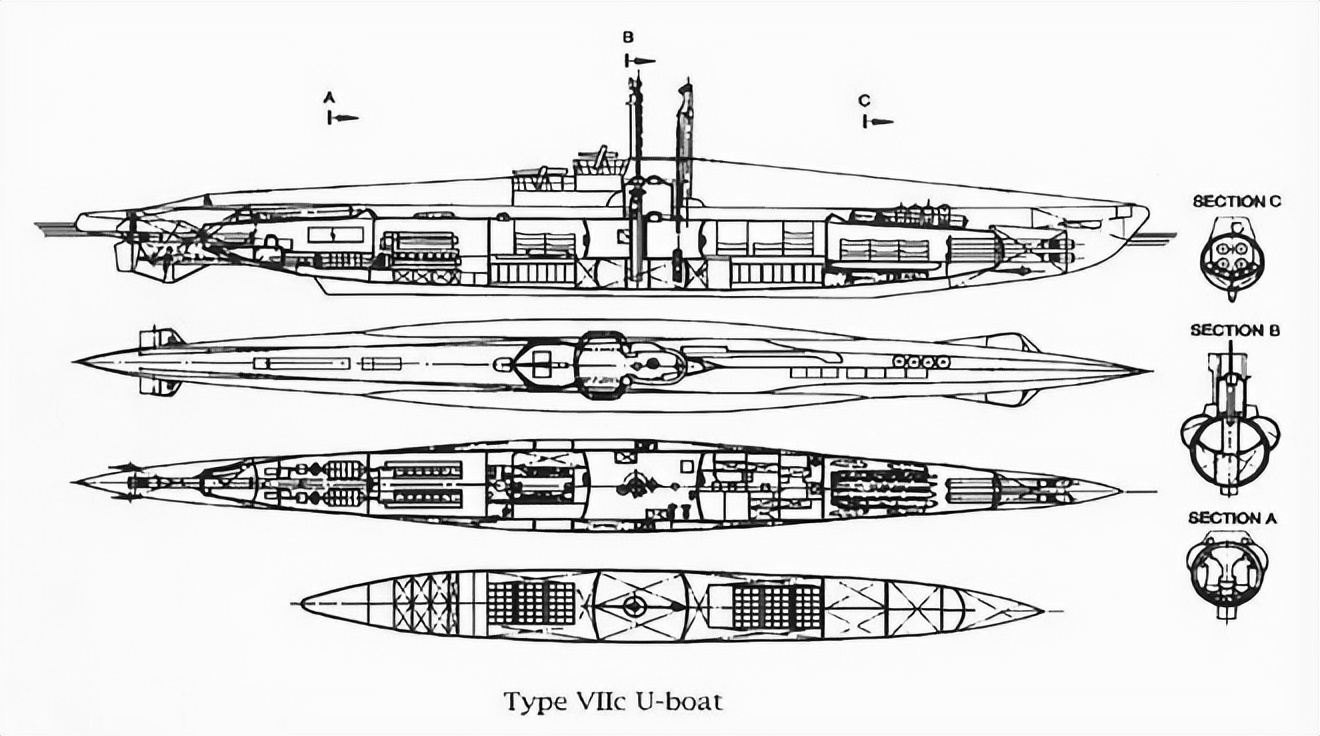
Sơ đồ các mặt cắt một tàu ngầm Type VIIC

Phân lớp VIIC của Tàu ngầm Type VII là một phiên bản VIIB được kéo dài thêm. Chúng có trọng lượng choán nước 769 t (757 tấn Anh) khi nổi và 871 t (857 tấn Anh) khi lặn). Con tàu có chiều dài chung 67,10 m (220 ft 2 in), lớp vỏ trong chịu áp lực dài 50,50 m (165 ft 8 in), mạn tàu rộng 6,20 m (20 ft 4 in), chiều cao 9,60 m (31 ft 6 in) và mớn nước 4,74 m (15 ft 7 in).
Chúng trang bị hai động cơ diesel Germaniawerft F46 siêu tăng áp 6-xy lanh 4 thì, tổng công suất 2.800–3.200 PS (2.100–2.400 kW; 2.800–3.200 bhp), dẫn động hai trục chân vịt đường kính 1,23 m (4,0 ft), cho phép đạt tốc độ tối đa 17,7 kn (32,8 km/h), và tầm hoạt động tối đa 8.500 nmi (15.700 km) khi đi tốc độ đường trường 10 kn (19 km/h). Khi đi ngầm dưới nước, chúng sử dụng hai động cơ/máy phát điện AEG GU 460/8–27 tổng công suất 750 PS (550 kW; 740 shp). Tốc độ tối đa khi lặn là 7,6 kn (14,1 km/h), và tầm hoạt động 80 nmi (150 km) ở tốc độ 4 kn (7,4 km/h). Con tàu có khả năng lặn sâu đến 230 m (750 ft).
Vũ khí trang bị có năm ống phóng ngư lôi 53,3 cm (21 in), bao gồm bốn ống trước mũi và một ống phía đuôi, và mang theo tổng cộng 14 quả ngư lôi, hoặc tối đa 22 quả thủy lôi TMA, hoặc 33 quả TMB. Tàu ngầm Type VIIC bố trí một hải pháo 8,8 cm SK C/35 cùng một pháo phòng không 2 cm (0,79 in) trên boong tàu. Thủy thủ đoàn bao gồm 4 sĩ quan và 40-56 thủy thủ.

### Chế tạo
U-277 được đặt hàng vào ngày 10 tháng 4, 1941, và được đặt lườn tại xưởng tàu của hãng Bremer-Vulkan-Vegesacker Werft ở Bremen vào ngày 3 tháng 3, 1942. Nó được hạ thủy vào ngày 7 tháng 11, 1942, và nhập biên chế cùng Hải quân Đức Quốc Xã vào ngày 21 tháng 12, 1942 dưới quyền chỉ huy của Hạm trưởng, Trung úy Hải quân Robert Lübsen.

## Lịch sử hoạt động

### 1943
Sau khi hoàn thành việc chạy thử máy và huấn luyện trong thành phần Chi hạm đội U-boat 8, U-277 được điều sang Chi hạm đội U-boat 6 từ ngày 1 tháng 6, 1943.

#### Chuyến tuần tra thứ nhất
Sau khi chuyển căn cứ hoạt động từ Kiel đến cảng Bergen, Na Uy trong tháng 6, 1943, U-277 khởi hành từ cảng này vào ngày 29 tháng 6 cho chuyến tuần tra đầu tiên trong chiến tranh. Chiếc tàu ngầm hoạt động dọc theo bờ biển Na Uy và trong biển Bắc Cực về phía Tây đảo Bear, trước khi kết thúc chuyến tuần tra và đi đến cảng Hammerfest, Na Uy vào ngày 17 tháng 8.

#### Chuyến tuần tra thứ hai và thứ ba
U-277 xuất phát từ Hammerfest vào ngày 29 tháng 8 cho chuyến tuần tra thứ hai, và đã hoạt động trong biển Bắc Cực cho đến tận đảo Svalbard trước khi quay trở về cảng Narvik vào ngày 10 tháng 10. Nó di chuyển qua lại giữa Narvik và Hammerfest vào cuối tháng 10 và đầu tháng 11.
Chuyến tuần tra tiếp theo của nó diễn ra từ ngày 12 tháng 11 đến ngày 22 tháng 12, khi U-277 khởi hành từ Narvik để hoạt động chung quanh đảo Bear và quay trở về Hammerfest. Trong cả hai chuyến đi, chiếc tàu ngầm không đánh chìm được mục tiêu nào.

### 1944

#### Chuyến tuần tra thứ tư
U-277 lại xuất phát từ Hammerfest vào ngày 23 tháng 12, 1943 cho chuyến tuần tra thứ tư, và đã hoạt động trong khu vực biển Barents. Sau khi quay trở về Hammerfest vào ngày 6 tháng 1, 1944, chiếc tàu ngầm di chuyển qua lại giữa các cảng Hammerfest, Narvik, Trondheim và Bergen. Trong một chuyến đi như vậy, vào ngày 10 tháng 1, nó bị mắc cạn và hư hại đến mức phải quay về căn cứ để sửa chữa.

#### Chuyến tuần tra thứ năm
Trong chuyến tuần tra thứ năm diễn ra từ ngày 25 tháng 3 đến ngày 6 tháng 4, U-277 khởi hành từ Narvik để hoạt động trong khu vực biển Barents, và kết thúc chuyến tuần tra tại Hammerfest.

#### Chuyến tuần tra thứ sáu - Bị mất
U-277 khởi hành từ cảng Hammerfest vào ngày 11 tháng 4 cho chuyến tuần tra thứ sáu, cũng là chuyến cuối cùng, trong biển Na Uy. Vào ngày 1 tháng 5, ở vị trí về phía Nam đảo Bear, nó bị một máy bay ném bom-ngư lôi Fairey Swordfish thuộc Liên đội 842 Không lực Hải quân Hoàng gia xuất phát từ tàu sân bay hộ tống HMS Fencer thả mìn sâu tấn công. U-277 bị đánh chìm tại tọa độ 73°24′B 15°32′Đ / 73,4°B 15,533°Đ; toàn bộ 50 thành viên thủy thủ đoàn của U-277 đều tử trận.

### "Bầy sói" tham gia
U-277 từng tham gia sáu bầy sói:
- Monsun (30 tháng 8 – 7 tháng 10, 1943)
- Monsun (17 – 23 tháng 11, 1943)
- Eisenbart (23 tháng 11 – 21 tháng 12, 1943)
- Blitz (25 tháng 3 – 4 tháng 4, 1944)
- Donner (11 – 20 tháng 4, 1944)
- Donner & Keil (20 tháng 4 – 1 tháng 5, 1944)